# Cláudio Pitbull
Cláudio Pitbull, de son vrai nom Cláudio Mejolaro, est un footballeur brésilien né le 8 janvier 1982 à Porto Alegre.

## Carrière
- 1999 : Grêmio Porto Alegre  Brésil
- 2000 : Grêmio Porto Alegre  Brésil
- 2001 : Grêmio Porto Alegre  Brésil
- 2002 : EC Juventude  Brésil
- 2003 : EC Juventude  Brésil
- 2004 : Grêmio Porto Alegre  Brésil
- 2004-05 : FC Porto  Portugal
- 2005-06 : Al Ittihad Djeddah (prêt)  Arabie saoudite
- 2006 : Santos FC (prêt)  Brésil
- 2006 : Fluminense FC (prêt)  Brésil
- 2006-2007 : Académica de Coimbra (prêt)  Portugal
- 2007-2008 : Vitória Setubal (prêt)  Portugal
- 2008-2009: Rapid Bucarest (prêt)  Roumanie
- 2008-2009: CS Maritimo (prêt)  Portugal
- 2009-2010: CS Maritimo (prêt)  Portugal
- 2010-jan.2012 : Vitória Setubal  Portugal
- jan.2012- : Manisaspor  Turquie